# Червона Зоря (Богодухівський район)
Черво́на Зоря́ —  село в Україні, у Золочівській громаді Богодухівського району Харківської області України. Населення становить 18 осіб.

## Географія
Село Червона Зоря знаходиться на лівому березі річки Уди, вище за течією на відстані 2 км розташоване село Щетіновка (Бєлгородська область, Росія), нижче за течією на відстані 2 км розташоване село Уди, на протилежному березі - село Окіп. На відстані в 1 км проходить кордон з Росією.

## Історія
12 червня 2020 року, розпорядженням Кабінету Міністрів України № 725-р «Про визначення адміністративних центрів та затвердження територій територіальних громад Харківської області», увійшло до складу Золочівської селищної громади.
19 липня 2020 року, в результаті адміністративно-територіальної реформи та ліквідації Золочівського району, село увійшло до складу Богодухівського району.
22 червня 2023 року рішенням №230 Національної комісії зі стандартів державної мови віднесено до списку населених пунктів, які «можуть не відповідати лексичним нормам української мови», зокрема стосуватися «російської імперської чи колоніальної політики». Громаді рекомендовано обґрунтувати доцільність збереження поточної назви або запропонувати нову назву в установленому законодавством порядку.
20 листопада 2023 року ворожих обстрілів із артилерії, мінометів та іншого озброєння зазнали щонайменше 16 населених пунктів області.
"Зокрема, під ворожим вогнем перебували Червона Зоря Богодухівського району, Плетенівка, Землянки, Бударки, Федорівка Чугуївського району, Дворічна, Синьківка, Іванівка, Берестове Куп'янського району та інші населені пункти. За добу постраждалих серед цивільних не зафіксовано", - повідомив голова Харківської ОВА Олег Синєгубов.